# Jeux paralympiques
Pour les Jeux olympiques, voir Jeux olympiques. Pour les jeux d'été, voir Jeux paralympiques d'été. Pour les jeux d'hiver, voir Jeux paralympiques d'hiver.
Ne doit pas être confondu avec Jeux olympiques spéciaux ou Deaflympics.
Les Jeux paralympiques sont une compétition multisports, similaire aux Jeux olympiques, mais réservée aux athlètes présentant un handicap physique — qu'il soit moteur ou visuel — ou mental. Les premiers Jeux reconnu, à la suite des Jeux de Stoke Mandeville, ont eu lieu à Rome en 1960, et 1976 pour les Jeux d'hiver. Ils ont lieu tous les quatre ans, en alternance été / hiver comme les Jeux olympiques, à la suite des Jeux olympiques depuis les Jeux de Séoul en 1988. Ils sont organisé par le Comité international paralympique.

## Histoire
Ludwig Guttmann, médecin neurologue de l'hôpital de Stoke Mandeville dans le comité de Buckinghamshire près de Londres, eut l'idée d'organiser à partir de 1948 sur le terrain de l’hôpital les premiers « Jeux mondiaux des chaises-roulantes et des amputés » (« World Wheelchair and Amputee Games »). Connus plus tard sous le nom de « Jeux de Stoke Mandeville », ils étaient destinés à réhabiliter par la pratique physique des victimes et anciens combattants de la Seconde Guerre mondiale devenus paraplégiques. Deux équipes d’anciens combattants ont alors participé à une unique épreuve, le tir à l’arc[source insuffisante].
Les 9e jeux de Stoke-Mandeville eurent lieu à Rome en 1960 une semaine après les Jeux olympiques d'été de 1960, et l'on considère qu'il s'agit des premiers Jeux paralympiques[source insuffisante],[source insuffisante]. Les premiers Jeux paralympiques d'hiver eurent lieu à Örnsköldsvik en Suède en 1976[source insuffisante].
Parallèlement, ont lieu à Saint-Étienne, à l'initiative d'Yves Nayme, plusieurs éditions de jeux internationaux pour les personnes handicapées physiques (jeux européens de 1966, jeux mondiaux de 1970 et 1975 et championnats du monde de 1990)[source insuffisante],. Yves Nayme organise également, avec son équipe stéphanoise, des jeux d'hiver à Courchevel en 1972.
Les personnes atteintes de paralysie cérébrale participent aux Jeux paralympiques depuis les Jeux d'Arnhem en 1980.

## Objectifs et symboles

### Étymologie
Le mot « paralympique » est un mot-valise issu à l’origine de la combinaison de « paraplégique » et de « olympique ». Avec la participation d'athlètes avec différents handicaps, le terme « paralympique » est aujourd'hui défini comme la réunion de « para », préfixe d'origine grecque signifiant « à côté de » ou « parallèle » et de la terminaison « lympique » des Jeux olympiques. L'adjectif devrait être « paraolympique » car « lympique » n'est pas une « terminaison » mais un mot défiguré par la chute du "o". Il est à remarquer qu'en grec (qui est à l'origine des éléments constitutifs), ces jeux s'appellent Παραολυμπιακοί Αγώνες (avec le mot complet ολυμπιακοί).
Le terme « Jeux paralympiques » n’est officiellement utilisé et validé par le CIO qu'à partir des Jeux de 1984. De 1960 à 1980, les Jeux portent officiellement le nom de « Jeux internationaux de Stoke Mandeville »[réf. nécessaire].

### Objectif
L'objectif du Mouvement paralympique est de donner l’occasion aux athlètes ayant un handicap physique ou mental, visible ou pas, de se dépasser et de réaliser des performances sportives comparables à celles des athlètes olympiques.

### Règles
Les Jeux paralympiques regroupent des athlètes en situation de handicap physique ou visuel appartenant aux catégories suivantes : tétraplégie et paraplégie, séquelles neurologiques assimilables, amputation et assimilé, infirmes moteurs cérébraux, grands handicaps (myopathie), non-voyants et malvoyants.
Pour que la compétition soit équitable, les athlètes sont regroupés par catégories selon leur handicap. L'objectif est de faire concourir ensemble des athlètes ayant des aptitudes fonctionnelles comparables. Dans chaque handisport, on définit des catégories. Ainsi en athlétisme, il y a des épreuves de course pour les personnes atteintes de cécité (acuité visuelle inférieure à 3/60), de déficience visuelle (inférieure à 3/10 et supérieure à 1/20), pour les personnes amputées qui courent avec une prothèse et des courses en fauteuil roulant.

### La surdité aux Jeux olympiques
Les sourds et malentendants ne participent pas aux Jeux paralympiques. Le Comité international des sports silencieux (CISS), qui représente les sportifs malentendants, a quitté le Comité international paralympique en 1995,, après une période de rapprochement qui avait débuté en 1981 lorsque le président Juan Antonio Samaranch avait assisté aux Deaflympics, compétition handisport créée en 1924 par le cycliste français sourd-muet Eugène Rubens-Alcais. Les raisons de ce refus sont multiples. Pour les personnes handicapées, se pose le problème de l'absence  « d'altération physique » des personnes sourdes qui ne favoriserait pas une équité sportive. Pour les personnes malentendantes, il y a la revendication de leur différence culturelle et communautaire qui se manifeste notamment par l'existence de la langue des signes. Le Comité international olympique a toutefois permis la mise en place d'adaptations nécessaires permettant à des athlètes malentendants ou sourds profonds de concourir avec les athlètes valides. En 2000, le spécialiste de la brasse Terence Parkin a ainsi remporté la médaille d'argent sur 200 m aux Jeux olympiques de Sydney, après avoir obtenu que le départ soit marqué par un flash visuel. La sprinteuse française Paméra Losange, sourde profonde, a participé aux Jeux olympiques de la jeunesse de 2018 et à diverses compétitions nationales et européennes. Elle utilise un équipement auditif pour entendre le signal du départ.

### Personnes en situation de handicap mental
Entre 2004 et 2012, les personnes en situation de handicap mental ont été exclues des Jeux paralympiques auxquels ils prenaient part depuis 1996, pour des problèmes de classification de handicap et de fausse déficience intellectuelle. Les personnes en situation de handicap mental pouvaient cependant participer aux Jeux olympiques spéciaux qui n'avaient pas lieu la même année que les Jeux olympiques ordinaires et les Jeux paralympiques.
Cependant, depuis 2012, les personnes en situation de handicap mental sont réintégrées dans les compétitions officielles et participent aux Jeux paralympiques de Londres en athlétisme, natation et tennis de table.
Après des années de travail « main dans la main » la Fédération française du sport adapté (FFSA), les différentes fédérations nationales et la Fédération internationale des sports pour personnes en situation de handicap mental ont pu « établir de nouveaux critères d'éligibilité incomparablement plus solides que par le passé ».
La décision de réintégrer les personnes en situation de handicap mental a été prise lors de l'assemblée générale du Comité international paralympique à Kuala Lumpur. Gérard Masson, président de la Fédération française handisport, a soutenu cette décision même si parfois « l'intégration n'est pas aussi évidente dans le monde du handicap ». Pour lui, la réticence de certains pays à réintégrer les personnes en situation de handicap mental dans les jeux paralympiques « tenait plus aux critères de classification qu'à un rejet de la part des autres athlètes paralympiques ».
Dans un communiqué, la ministre de la santé et des sports Roselyne Bachelot et la secrétaire d'État chargée des sports ont alors salué « le travail remarquable engagé depuis plusieurs années par la Fédération internationale de sport adapté, avec le soutien du Comité paralympique et sportif français et de la Fédération française de sport adapté, pour réintégrer les sportifs en situation de handicap mental dans le mouvement paralympique ».

### Symboles

Symbole des Jeux paralympiques de 1988 à 1994.
Symbole des Jeux paralympiques de 1994 à 2004.
Symbole des Jeux paralympiques de 2004 à 2019.
Symbole actuel depuis 2019.

Les Jeux paralympiques reprennent la plupart des symboles olympiques : les cérémonies d'ouverture et de clôture, la flamme olympique, les mascottes.

## Médailles
Les médailles paralympiques des Jeux paralympiques d'été de 2016 pour les sportifs malvoyants ou aveugles comportaient une inscription en braille disant « Jeux paralympiques de Rio 2016 », et contenaient des billes métalliques. Les médailles émettaient donc chacune un bruit différent, la médaille d'or contenant 28 billes, la médaille d'argent 20, et la médaille de bronze 16. Cette spécificité n'a pas été reconduite lors des Jeux paralympiques d'été de 2020, lors desquels des encoches sur la tranche ont été préférées.

## Jeux paralympiques d'été

### Liste des Jeux paralympiques d'été
| Année | Ville hôte              | Pays             | Continent     | Nombre de pays | Nombre d'athlètes |
| ----- | ----------------------- | ---------------- | ------------- | -------------- | ----------------- |
| 1960  | Rome (1)                | Italie (1)       | Europe (1)    | 23             | 400               |
| 1964  | Tokyo (1)               | Japon (1)        | Asie (1)      | 22             | 378               |
| 1968  | Tel Aviv (1)            | Israël (1)       | Asie (1)      | 29             | 750               |
| 1972  | Heidelberg (1)          | Allemagne (1)    | Europe (2)    | 44             | 1 000             |
| 1976  | Toronto (1)             | Canada (1)       | Amériques (1) | 42             | 1 600             |
| 1980  | Arnhem (1)              | Pays-Bas (1)     | Europe (3)    | 42             | 1 600             |
| 1984  | Stoke Mandeville (1)    | Royaume-Uni (1)  | Europe (4)    | 42             | 2 900             |
| 1984  | New York (1)            | États-Unis (1)   | Amériques (2) | 42             | 2 900             |
| 1988  | Séoul (1)               | Corée du Sud (1) | Asie (2)      | 61             | 3 053             |
| 1992  | Barcelone et Madrid (1) | Espagne (1)      | Europe (5)    | 82             | 3 020             |
| 1996  | Atlanta (1)             | États-Unis (2)   | Amériques (4) | 103            | 3 195             |
| 2000  | Sydney (1)              | Australie (1)    | Océanie (1)   | 123            | 3 843             |
| 2004  | Athènes (1)             | Grèce (1)        | Europe (6)    | 136            | 3 969             |
| 2008  | Pékin (1)               | Chine (1)        | Asie (4)      | 148            | 4 000             |
| 2012  | Londres (1)             | Royaume-Uni (2)  | Europe (7)    | 165            | 4 200             |
| 2016  | Rio de Janeiro (1)      | Brésil (1)       | Amériques (5) | 161            | 4 350             |
| 2020  | Tokyo (2)               | Japon (2)        | Asie (5)      | 162            | 4 400             |
| 2024  | Paris (1)               | France (1)       | Europe (8)    | 169            | 4 400             |
| 2028  | Los Angeles (1)         | États-Unis (3)   | Amériques (6) |                |                   |
| 2032  | Brisbane (1)            | Australie (2)    | Océanie (2)   |                |                   |

### Sports paralympiques d'été
- Athlétisme
- Aviron
- Boccia (sport ressemblant aux boules, pratiqué avec des balles en cuir par des handicapés moteurs)
- Basket-ball en fauteuil roulant
- Cyclisme
- Équitation
- Escrime
- Football à 5 (ou cécifoot) (pratiqué par des athlètes malvoyants ou non-voyants)
- Football à 7 (pratiqué par des athlètes handicapés moteur)
- Goalball (sport de ballon pratiqué par des athlètes malvoyants ou non-voyants avec un ballon sonore)
- Haltérophilie
- Judo (pratiqué par des athlètes malvoyants ou non-voyants)
- Paracanoe
- Natation
- Rugby en fauteuil roulant
- Tennis en fauteuil roulant
- Tennis de table
- Tir à l'arc
- Tir sportif
- Triathlon

## Total des médailles paralympiques par pays

### Tableau récapitulatif des positions des pays participants dans le classement final par année
| Rang | Équipe          | Premières places                               | Deuxièmes places                                     | Troisièmes places     | Quatrièmes places      | Cinquièmes places      |
| ---- | --------------- | ---------------------------------------------- | ---------------------------------------------------- | --------------------- | ---------------------- | ---------------------- |
| 1    | États-Unis      | 1964, 1968, 1976, 1980, 1984, 1988, 1992, 1996 | 1972                                                 | 2008, 2020            | 2004, 2016             | 1960, 2000             |
| 2    | Chine           | 2004, 2008, 2012, 2016, 2020                   |                                                      |                       |                        |                        |
| 3    | Allemagne       | 1972                                           | 1988, 1992                                           | 1960, 1980, 1996      | 1976                   | 1984                   |
| 4    | Australie       | 2000                                           | 1996                                                 |                       | 1964,1968              | 2004, 2008, 2012, 2016 |
| 5    | Italie          | 1960                                           |                                                      | 1964                  |                        |                        |
| 6    | Grande-Bretagne |                                                | 1960, 1964, 1968, 1984, 2000, 2004, 2008, 2016, 2020 | 1972, 1988, 1992,2012 | 1996                   | 1976, 1980             |
| 7    | Russie          |                                                | 2012                                                 |                       | 2020                   |                        |
| 8    | Pays-Bas        |                                                | 1976                                                 |                       |                        | 1972, 2020             |
| 9    | Pologne         |                                                | 1980                                                 |                       |                        |                        |
| 11   | Ukraine         |                                                |                                                      | 2006, 2012, 2016      |                        |                        |
| 12   | Israël          |                                                |                                                      | 1968,1976             |                        |                        |
| 13   | Canada          |                                                |                                                      | 2004                  | 1980, 1984, 1988, 2000 |                        |
| 14   | Espagne         |                                                |                                                      | 2000                  |                        | 1992, 1996             |
| 15   | Suède           |                                                |                                                      | 1984                  |                        |                        |
| 16   | France          |                                                |                                                      |                       | 1992                   | 1968, 1988             |
| 17   | Afrique du Sud  |                                                |                                                      |                       | 1972                   |                        |
| 17   | Autriche        |                                                |                                                      |                       | 1960                   |                        |
| 18   | Zimbabwe        |                                                |                                                      |                       |                        | 1964                   |

## Jeux paralympiques d'hiver

### Liste des Jeux paralympiques d'hiver
| Année | Ville                         | Pays             | Continent            | Nombre de pays | Nombre d'athlètes |
| ----- | ----------------------------- | ---------------- | -------------------- | -------------- | ----------------- |
| 1976  | Örnsköldsvik (1)              | Suède (1)        | Europe (1)           | 14             | 250               |
| 1980  | Geilo (1)                     | Norvège (1)      | Europe (2)           | 18             | 350               |
| 1984  | Innsbruck (1)                 | Autriche (1)     | Europe (3)           | 22             | 350               |
| 1988  | Innsbruck (2)                 | Autriche (2)     | Europe (4)           | 22             | 397               |
| 1992  | Tignes/Albertville (1)        | France (1)       | Europe (5)           | 24             | 475               |
| 1994  | Lillehammer (1)               | Norvège (2)      | Europe (6)           | 31             | 471               |
| 1998  | Nagano (1)                    | Japon (1)        | Asie (1)             | 32             | 571               |
| 2002  | Salt Lake City (1)            | États-Unis (1)   | Amérique du Nord (1) | 36             | 416               |
| 2006  | Turin (1)                     | Italie (1)       | Europe (7)           | 41             | 550               |
| 2010  | Vancouver (1)                 | Canada (1)       | Amérique du Nord (2) | 44             | 506               |
| 2014  | Sotchi (1)                    | Russie (1)       | Europe (8)           | 45             | 576               |
| 2018  | Pyeongchang (1)               | Corée du Sud (1) | Asie (2)             | 49             | 570               |
| 2022  | Pékin (1)                     | Chine (1)        | Asie (3)             | 46             | 564               |
| 2026  | Milan - Cortina d'Ampezzo (1) | Italie (2)       | Europe (9)           |                |                   |
| 2030  | Alpes françaises (1)          | France (2)       | Europe (10)          |                |                   |
| 2034  | Salt Lake City (2)            | États-Unis (2)   | Amérique du Nord (2) |                |                   |

### Sports paralympiques d'hiver
- Ski alpin
- Ski nordique (ski de fond et biathlon)
- Para-hockey sur glace (anciennement hockey sur luge)
- Curling
- Snowboard

### Classification des athlètes par le Comité international paralympique
La classification Comité international paralympique (CIP) pour les sports d'hiver indique la classification des athlètes en fonction de leur handicap pour les disciplines de sport d'hiver et en particulier pour les Jeux paralympiques d'hiver.
Les athlètes sont classés par catégorie de handicaps assimilables et selon les matériels techniques utilisés. Les classes B concernent les handicapés visuels (Blinds). Les classes LW (Locomotion Winter) les handicapés moteurs, debout : LW1 à LW9 ou assis : LW10 à LW12.
| Classe    | Matériel                                                                 | Type de Handicap |
| --------- | ------------------------------------------------------------------------ | --- |
| LW1       | Skieur debout 2 skis attachés ou non 2 stabilisateurs                    | Amputé fémoral double skiant avec prothèses Amputé fémoral et tibial Handicap des 2 membres inférieurs assimilable (test mini 45)                                                                                               |
| LW2       | Skieur debout 1 ski 2 stabilisateurs                                     | Amputé fémoral simple Amputé tibial skiant sans prothèse Paralysé d'un membre inférieur, lequel doit être attaché |
| LW3       | Skieur debout 1 ski 2 stabilisateurs                                     | Amputé tibial double skiant avec prothèse Handicap des 2 membres inférieurs assimilable (test entre 15 et 44) |
| LW4       | Skieur debout 2 skis normaux 2 bâtons                                    | Amputé tibial simple avec prothèse Amputé fémoral simple avec prothèse Ankylose du genou (genou bloqué) ou amputation double de l'avant-pied Handicap d'un membre inférieur nécessitant une orthèse ou avec test inférieur à 15 |
| LW5 à 6   | Skieur debout 2 skis sans bâtons                                         | Amputations Paralysie ou malfonction congénitale des 2 membres supérieurs |
| LW7 à 8   | Skieur debout 2 skis 1 bâton                                             | Amputations, paralysie ou malfonction d'un membre supérieur |
| LW9       | Skieur debout 2 skis 1 bâton                                             | Amputé d'une jambe et d'un membre supérieur Hémiplégie ou handicap croisé d'un membre inférieur et d'un membre supérieur |
| LW10 à 12 | 3 classes suivant testing de skieurs assis Uniski 2 stabilisateurs       | Amputé fémoral double Paraplégie ou handicap assimilé des 2 membres inférieurs |
| B1        | Skieur debout guidé, matériel normal port obligatoire de lunettes noires | Cécité complète (ou perception de la lumière mais sans possibilité de reconnaître objet et contours à toutes distances et dans toutes les directions)                                                                           |
| B2        | Skieur debout guidé Matériel normal                                      | Amblyope Acuité inférieure à 2/60e et/ou champs inférieur à 5° au maximum de correction |
| B3        | Skieur debout guidé Matériel normal                                      | Amblyope Acuité entre 2/60e et 6/60e Champ entre 5° et 20° |

Les skieurs assis peuvent effectuer des tests fonctionnels. L'objectif est de définir l'appartenance à l'une des trois classes LW10, LW11 ou LW12. Pour la classe LW12 également classer les athlètes dans les sous-classes LW12/1 et LW12/2.